# La Luna e la gatta
La Luna e la gatta è un singolo del duo musicale italiano Takagi & Ketra, pubblicato il 1º marzo 2019.

## Descrizione
Quarto singolo complessivo del duo, il brano ha visto la collaborazione vocale dei The Barbooodos, un gruppo formato dai cantautori italiani Tommaso Paradiso, Jovanotti e Calcutta.

## Video musicale
Il video è stato reso disponibile il 21 marzo 2019 attraverso il canale YouTube del duo.

## Tracce
Download digitale
1. La Luna e la gatta (feat. Tommaso Paradiso, Jovanotti & Calcutta) – 3:11

10"
- Lato A

1. La Luna e la gatta (feat. Tommaso Paradiso, Jovanotti & Calcutta) – 3:11

- Lato B

1. La Luna e la gatta (Instrumental) – 3:11

## Classifiche

### Classifiche settimanali
| Classifica (2019) | Posizione massima |
| ----------------- | ----------------- |
| Italia            | 9                 |

### Classifiche di fine anno
| Classifica (2019) | Posizione |
| ----------------- | --------- |
| Italia            | 48        |